# تاكاهيسا نيشياما
تاكاهيسا نيشياما (باليابانية: 西山 貴永) (11 يوليو 1985 في سنداي في اليابان – )؛ هو لاعب كرة قدم ياباني سابق كان يلعب كمهاجم.

## وصلات خارجية
- تاكاهيسا نيشياما على موقع رابطة كرة القدم اليابانية للمحترفين (اليابانية)
- تاكاهيسا نيشياما على موقع قاعدة بيانات كرة القدم.إي يو (الإنجليزية)
- تاكاهيسا نيشياما على موقع Soccerway.com (الإنجليزية)
- تاكاهيسا نيشياما على موقع عالم كرة القدم.نت (الإنجليزية)
- تاكاهيسا نيشياما على موقع كووورة